# Vers la vie nouvelle
Vers la vie nouvelle est une œuvre pour piano de Nadia Boulanger composée en 1915.

## Présentation
Vers la vie nouvelle est composé en 1915, en pleine Première Guerre mondiale.
Le manuscrit autographe de l'œuvre est conservé aux archives Ricordi à Milan. Il est daté et signé à la fin « 19 novembre 1915 » et porte en titre : « Vers la vie nouvelle / Nadia Boulanger / Dans l'atmosphère lourde — se sont infiltrés le doute, / le découragement. / Mais des sons lointains, clairs, purs s'élèvent, et vers / l'espoir d'une vie meilleure, l'homme marche, confiant / tendre et grave. ».
La partition est publiée à Paris (sans nom d'éditeur, imprimerie I. Rirachovky ; dépôt légal 1916) puis par Ricordi (Paris, cotage R. 529, copyright 1919).
La pièce est créée à Paris le 4 février 1917 par la compositrice au piano. Le programme du concert précise que Nadia Boulanger doit exécuter l'œuvre « qu'elle a bien voulu composer pour le livre Les Écoles de l'avenir — Écoles régénératrices ».

## Commentaires
Vers la vie nouvelle est d'une durée moyenne d'exécution de quatre minutes vingt environ.
Pauline Lambert, animatrice sur les antennes de Radio Classique, relève dans la partition le « principe de pédale harmonique à la main droite, jouée en syncopes, [...] et une pensée d'organiste notée sur trois portées ».
Dans le catalogue des œuvres de Nadia Boulanger établi par la musicologue Alexandra Laederich, la pièce porte le numéro NB 51.

## Discographie
- Nadia Boulanger : Lieder und Kammermusik, Angela Gassenhuber (piano), Troubadisc TRO-CD 01407, 1993[5] — premier enregistrement mondial.
- In Memoriam Lili Boulanger, Émile Naoumoff (piano), Marco Polo 8.223636, 1993[6].
- Mademoiselle - Première Audience : Unknown Music of Nadia Boulanger, Lucy Mauro (piano), Delos DE 3496, 2 CD, 2017[7].
- Sisters : Lili & Nadia Boulanger, Complete Piano Works, Johan Farjot (piano), Klarthe, 2021[8].
- Les heures claires : The Complete Songs : Nadia & Lili Boulanger, Anne de Fornel (piano), Harmonia Mundi HMM 902356.58, 3 CD, 2023[9].